# آشپزی ترکیبی

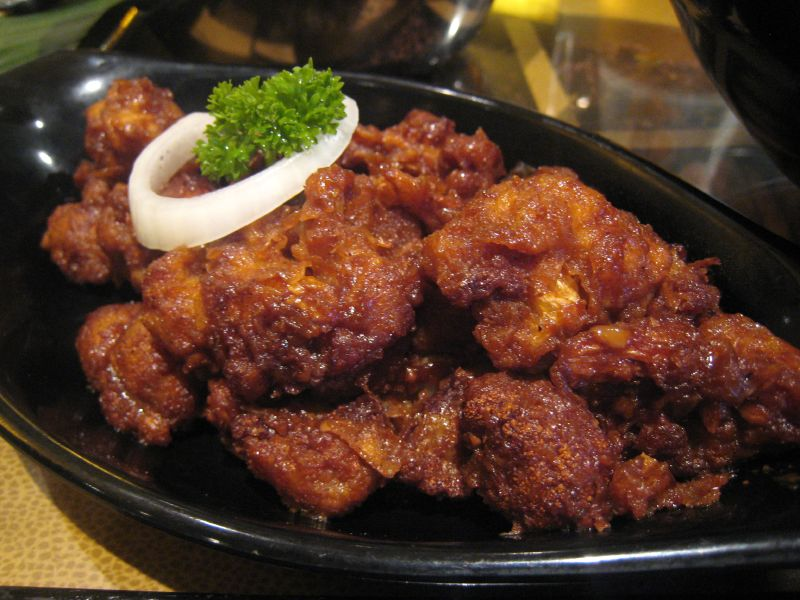
منچوری گوبی یک غذای ترکیبی هندی و چینی است که از گل کلم سرخ شده تشکیل شده است. این غذا در سراسر هند و رستوران‌های هندی و همچنین رستوران‌های آسیای جنوبی در سراسر جهان محبوب است.

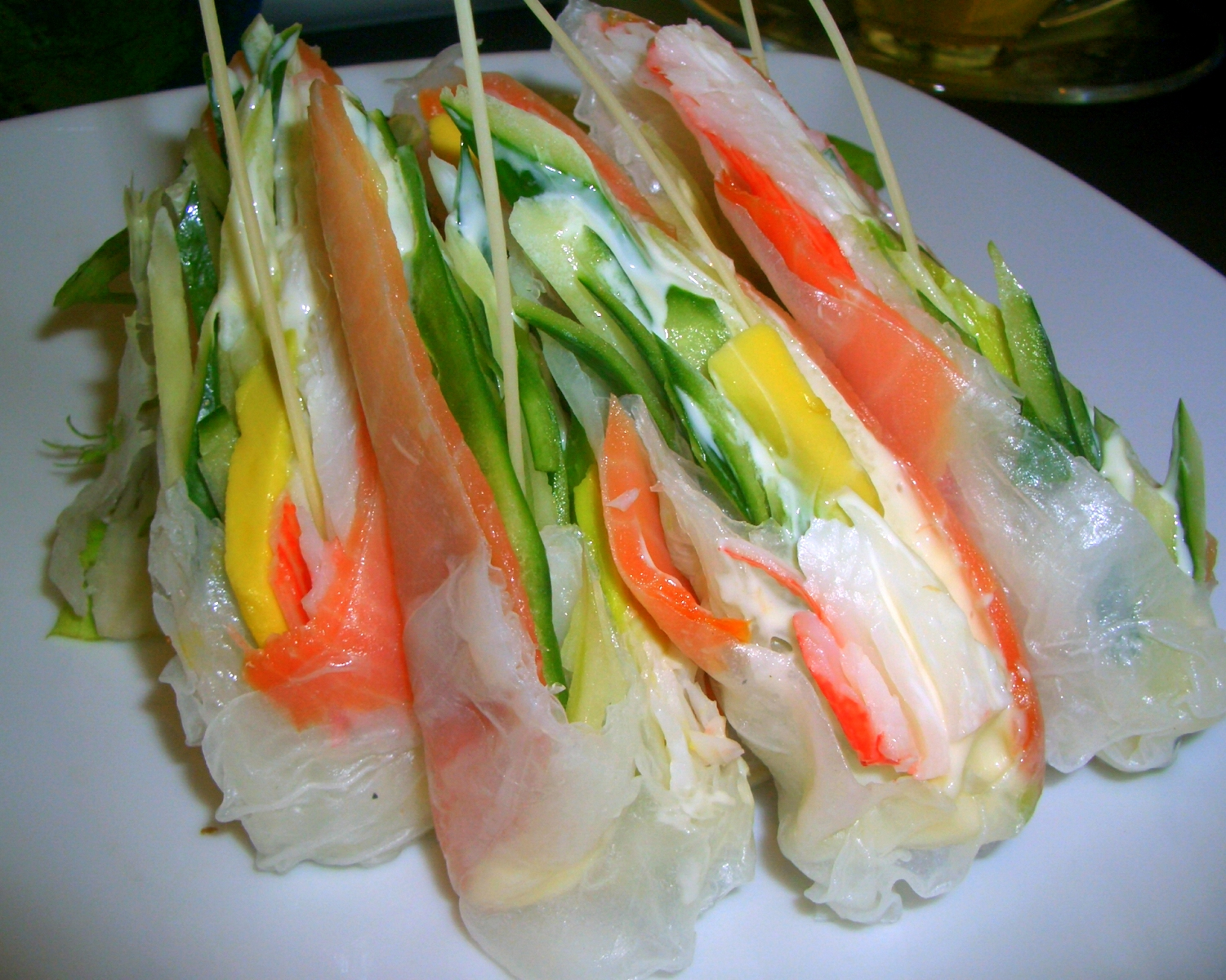
نمونه ای از یک غذای ترکیبی: ترکیبی از ماهی آزاد دودی پیچیده شده در کاغذ برنج، با آووکادو، خیار و کانی‌کاما

آشپزی ترکیبی یک آشپزی است که عناصری از روش‌های آشپزی مختلف را با هم ترکیب کرده که از کشورها، مناطق یا فرهنگ‌های مختلف سرچشمه می‌گیرند. آشپزی‌های این نوع بر اساس سبک خاصی دسته‌بندی نمی‌شوند و از دهه ۱۹۷۰ در بسیاری از غذاهای رستوران‌های معاصر نقش داشته‌اند.
اصطلاح آشپزی ترکیبی که در سال ۲۰۰۲ به فرهنگ لغت انگلیسی آکسفورد اضافه شد، که به عنوان «سبکی از آشپزی که غذای طبخ شده در آن ترکیبی از مواد و روش‌های آماده سازی از کشورها، مناطق یا گروه‌های قومی مختلف است» تعریف می‌شود.

## دسته‌بندی‌ها

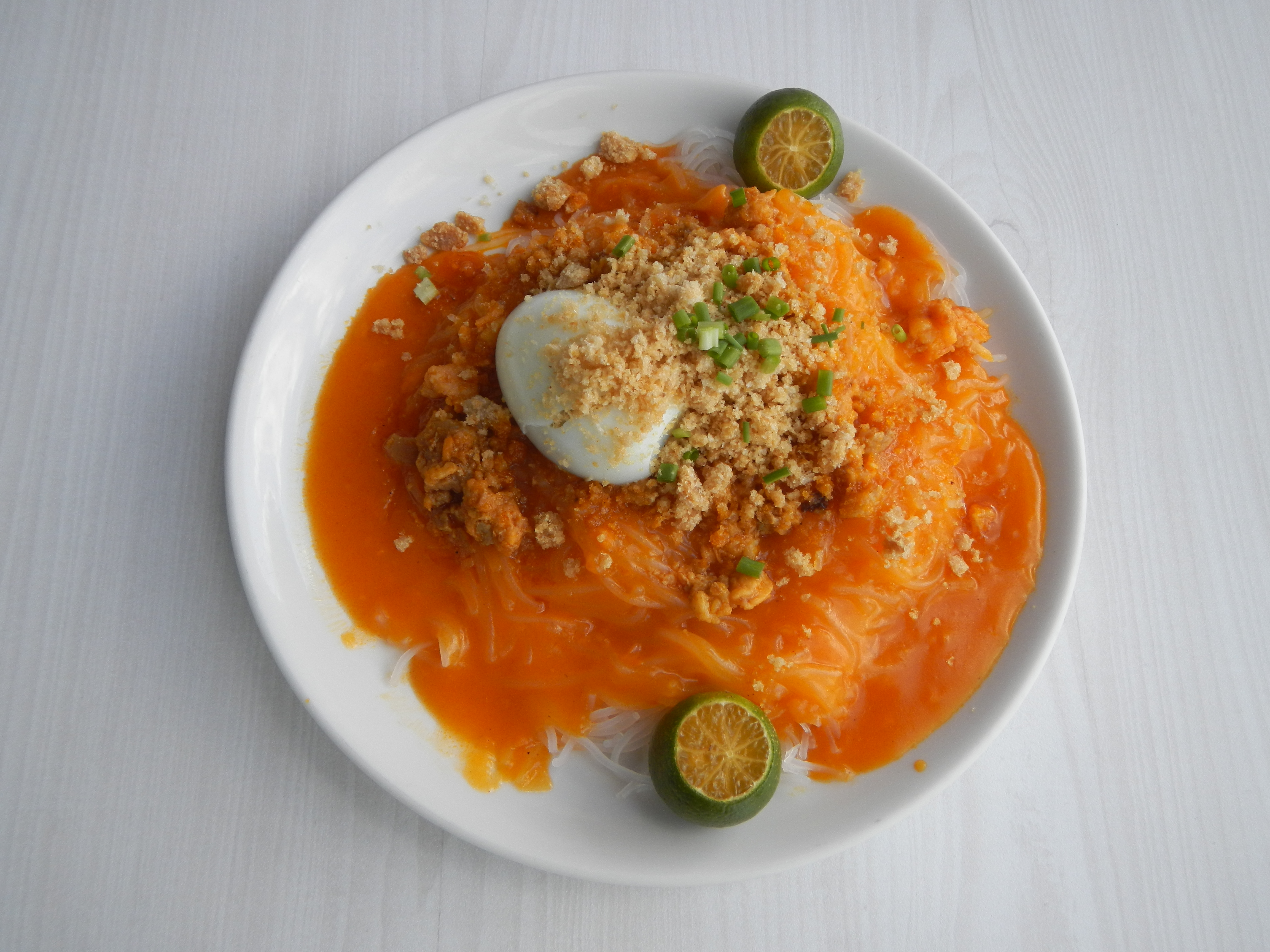
پانسیت پالابوک در آشپزی فیلیپینی ترکیبی از نودل برنج و توفو از چین با تکه‌های ماهی دودی بومی در یک سس میگو با رنگ نارنجی روشن با دانه‌های آناتو از مکزیک و تزئین شده با شیچارون خرد شده از اسپانیا است. آن را به همراه پرتقال زینتی بومی سرو می‌کنند.

غذای این سبک با ترکیب تکنیک‌های متنوع پخت و پز از فرهنگ‌های مختلف برای خلق نوع جدیدی از آشپزی ایجاد می‌شود. اگرچه معمولاً توسط سرآشپزها ابداع می‌شود، اما آشپزی ترکیبی می‌توانند به‌طور طبیعی هم ایجاد شود. آشپزی‌های ادغام شده در این سبک می‌توانند از یک منطقه خاص (مانند آشپزی‌های آسیای شرقی و آشپزی اروپایی)، ناحیه‌ای (مانند آشپزی آمریکای جنوب غربی و آشپزی مکزیکی جدید) یا یک کشور (مانند آشپزی چینی، آشپزی ژاپنی، آشپزی کره ای، آشپزی فرانسوی و آشپزی ایتالیایی) آمده باشند.
رستوران‌های ترکیبی آسیایی که تلفیقی از آشپزی مختلف کشورهای متفاوت آسیایی هستند در بسیاری از مناطق ایالات متحده، بریتانیا و استرالیا محبوب شده‌اند. اغلب غذاها در کنار یکدیگر الهام گرفته از آسیای شرقی، جنوب شرقی و جنوبی بوده و غذاهای ارائه شده ترکیبی از این سبک‌ها هستند. آشپزی کالیفرنیا به عنوان یک فرهنگ تلفیقی در نظر گرفته می‌شود که به ویژه از سبک‌های ایتالیایی، فرانسوی، مکزیکی، ایده غذاهای حاضری اروپایی و آسیای شرقی الهام می‌گیرد و سپس غذاهای سنتی از این فرهنگ‌ها را با مواد غیر سنتی - مانند پیتزا کالیفرنیا - خلق می‌کند. در استرالیا، به دلیل مهاجرت، آشپزی ترکیبی در حال ابداع مجدد است و به‌طور فزاینده‌ای در کافه‌ها و رستوران‌های متعدد، مانند رستوران‌های آسیایی ترکیبی چون تتسویا در سیدنی که رتبه بالایی در ۵۰ رستوران برتر جهان دارد، رایج می‌شود.
در بریتانیا، ماهی و چیپس را که از ترکیب موادی که از آشپزی یهودی، فرانسوی و بلژیکی سرچشمه می‌گیرد، می‌توان به عنوان یک غذای ترکیبی اولیه در نظر گرفت.
آشپزی فیلیپینی گاهی به عنوان «آشپزی ترکیبی اصیل آسیایی» توصیف می‌شود، که به دلیل تاریخ استعماری منحصر بفرد خود ترکیبی از سنت‌ها و مواد اولیه آشپزی بومی با آشپزی‌های بسیار متفاوت چینی، اسپانیایی، مالزیایی، تایلندی و مغولستانی و امثال آنها است. آشپزی مالزیایی (همچنین اندونزی) نمونه دیگری از آشپزی ترکیبی است که تلفیقی از غذاهای مالایی، جاوه ای، چینی و هندی و تأثیرات کمی از آشپزی تایلندی، پرتغالی، هلندی و بریتانیایی است. آشپزی اقیانوسی نیز ترکیبی از سبک‌های مختلف کشورهای جزیره ای مختلف است.

## انواع
شکل دیگری از آشپزی ترکیبی را می‌توان با استفاده از مواد و طعم‌های یک فرهنگ برای ابداع یک تغییر منحصر به فرد در یک غذا از فرهنگ‌های مختلف ایجاد کرد. به عنوان مثال، پیتزا تاکو نوعی پیتزا است که با استفاده از مواد تاکو مانند پنیر چدار و فلفل جک، سالسا، لوبیا سرخ شده و سایر مواد رایج تاکو درست می‌شود و آشپزی ایتالیایی و مکزیکی را در هم ادغام می‌کند.